# Лиутгарда Алеманская
Лиутгарда (Luitgard; умерла 4 июня 800) — королева франков, пятая жена Карла Великого.
Лиутгарда была дочерью одного из франкских графов в Алеманнии. Она вышла замуж за Карла Великого в 794 году и умерла от неизвестных причин 4 июня 800 года.